# Vil·la (residència)
|  | No s'ha de confondre amb Vila o Vil·la romana. |

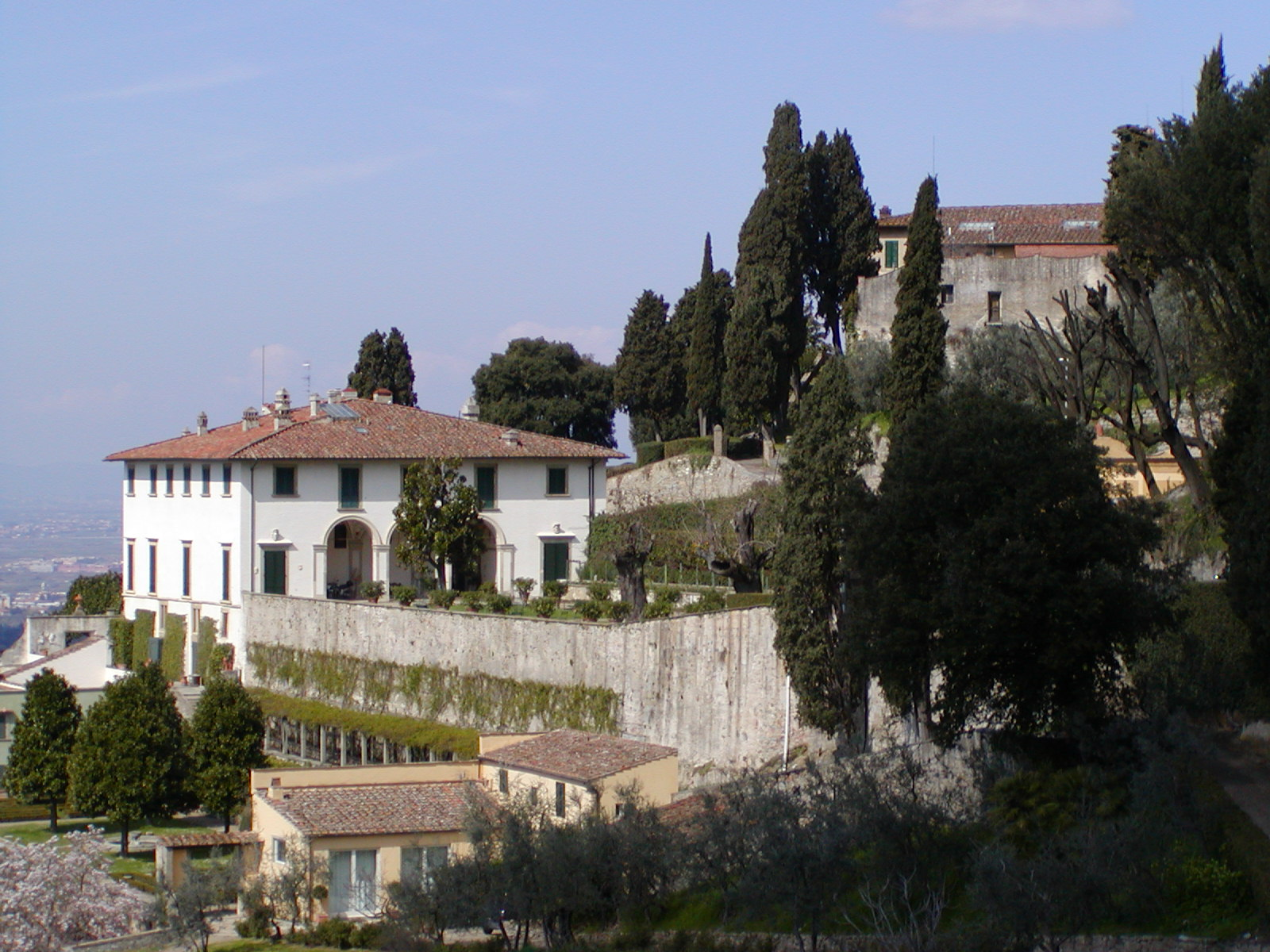
La vil·la Mèdici de Fiesole, amb el tradicional paisatge de vessants en terrassa reflectit per Leon Battista Alberti en els seus quadres

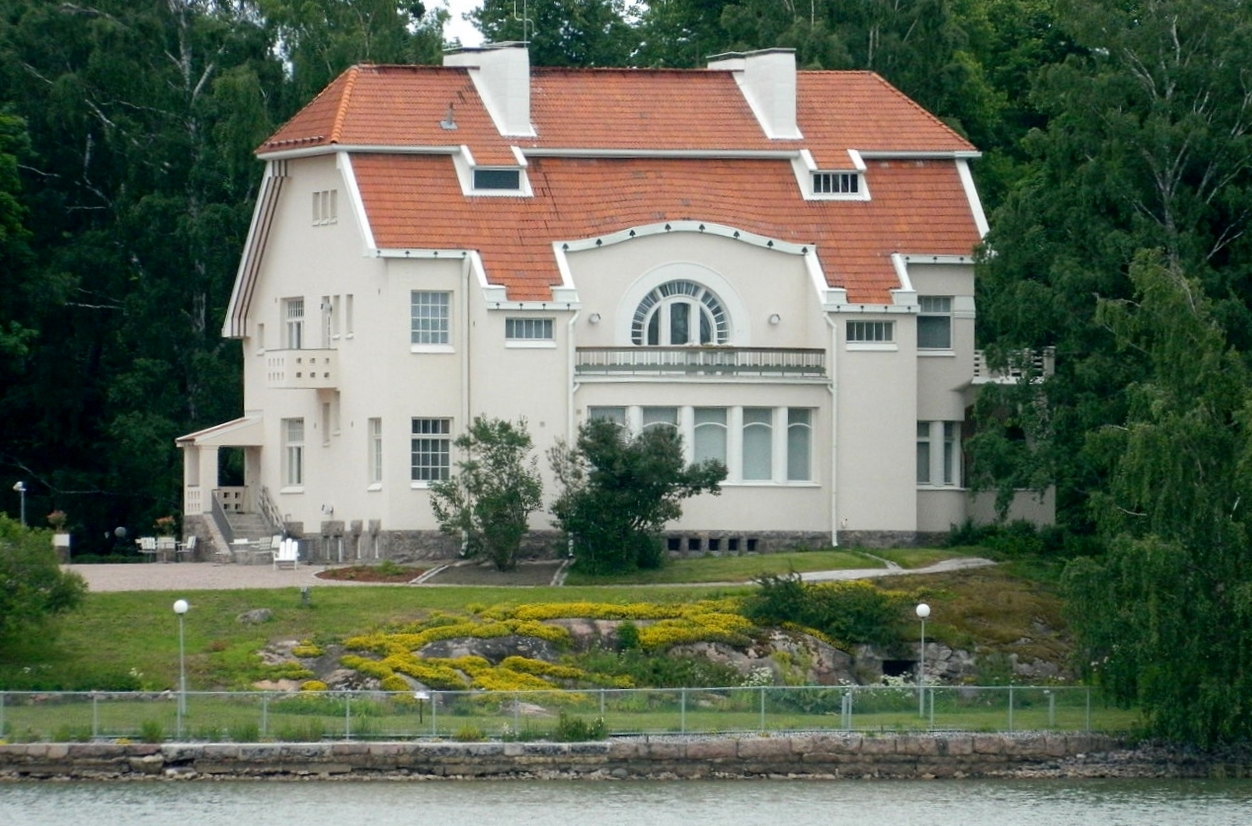
La Vil·la Tamminiemi, una casa museu d'estil modernista situada a Hèlsinki, Finlàndia

Una vil·la és un tipus de casa de camp luxosa que té el seu origen en els costums de les classes altes de l'antiga Roma. Des de la configuració original de les vil·les romanes, el seu concepte i funció han evolucionat considerablement al llarg del temps. Després de la caiguda de la república romana, les viles es van convertir en petits complexos agrícoles, que es van fortificar cada vegada més en l'antiguitat tardana, i en ocasions van passar a l'Església que les va reutilitzar com monestirs. Posteriorment, van evolucionar gradualment a través de l'edat mitjana fins a convertir-se en elegants cases de camp de classe alta. En el llenguatge modern, el terme "vil·la" pot referir-se a tota mena d'habitatges generalment aïllats i envoltades d'un terreny propi; de vegades sinònim amb xalet, que van des de les finques d'esbarjo utilitzades principalment en l'època de vacances, a residències permanents en ambients rurals o semiurbans.

## Antiga Roma

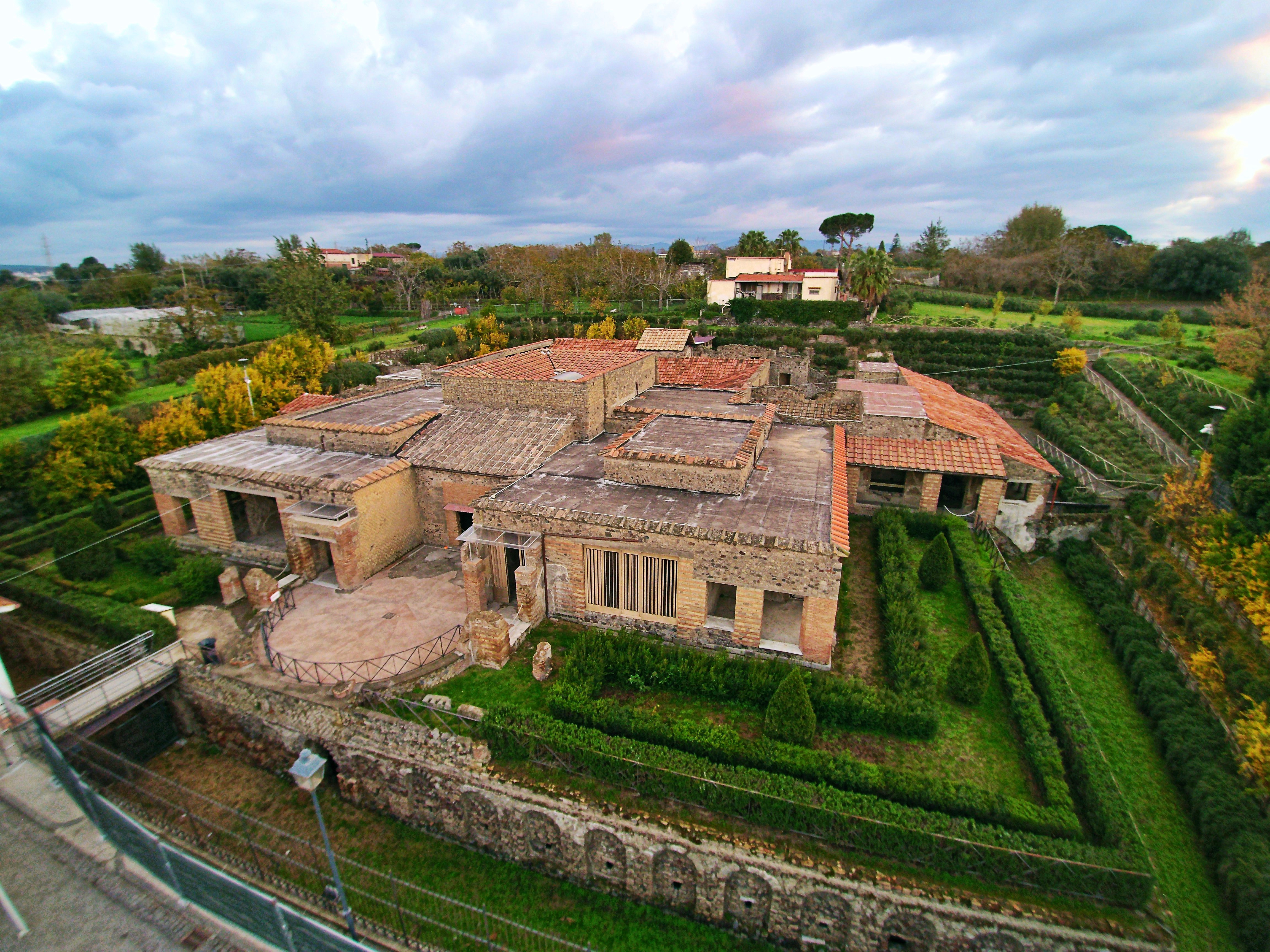
Vil·la dels Misteris a Pompeia vista des de dalt

A l'antiga Roma es distingien dos tipus de vil·les:
- Vil·la urbana, una casa en el camp a la qual es podia arribar fàcilment des de Roma o una altra ciutat, utilitzada com a residència d'esbarjo per a estades curtes.
- Vil·la rústica, una finca amb una casa de camp que estava permanentment ocupada pels servents encarregats de mantenir-la, normalment solament utilitzada pels seus amos durant algunes temporades. Les villae rusticae romanes situades en el cor de grans propietats (latifundia) són un antecedent directe del que posteriorment es van denominar plantacions en altres llocs.

No es consideraven villae les domus, cases de la ciutat per a una elit privilegiada, ni les insulae , blocs d'apartaments per a la resta de la població. En El Satíricon (segle I d. de C.), Petroni va descriure l'àmplia gamma d'habitatges romans. Altre tipus eren les "vil·les marítimes", situades a la costa al costat del mar.
Existien concentracions de vil·les imperials en el golf de Nàpols, a l'illa de Capri, a la Muntanya Circeu i a Antium (Anzio). Entre els exemples més coneguts d'aquest tipus de cases de camp figuren la Vil·la dels Papirs a Herculà; i la Vil·la dels Misteris i la Casa dels Vettii a Pompeia.

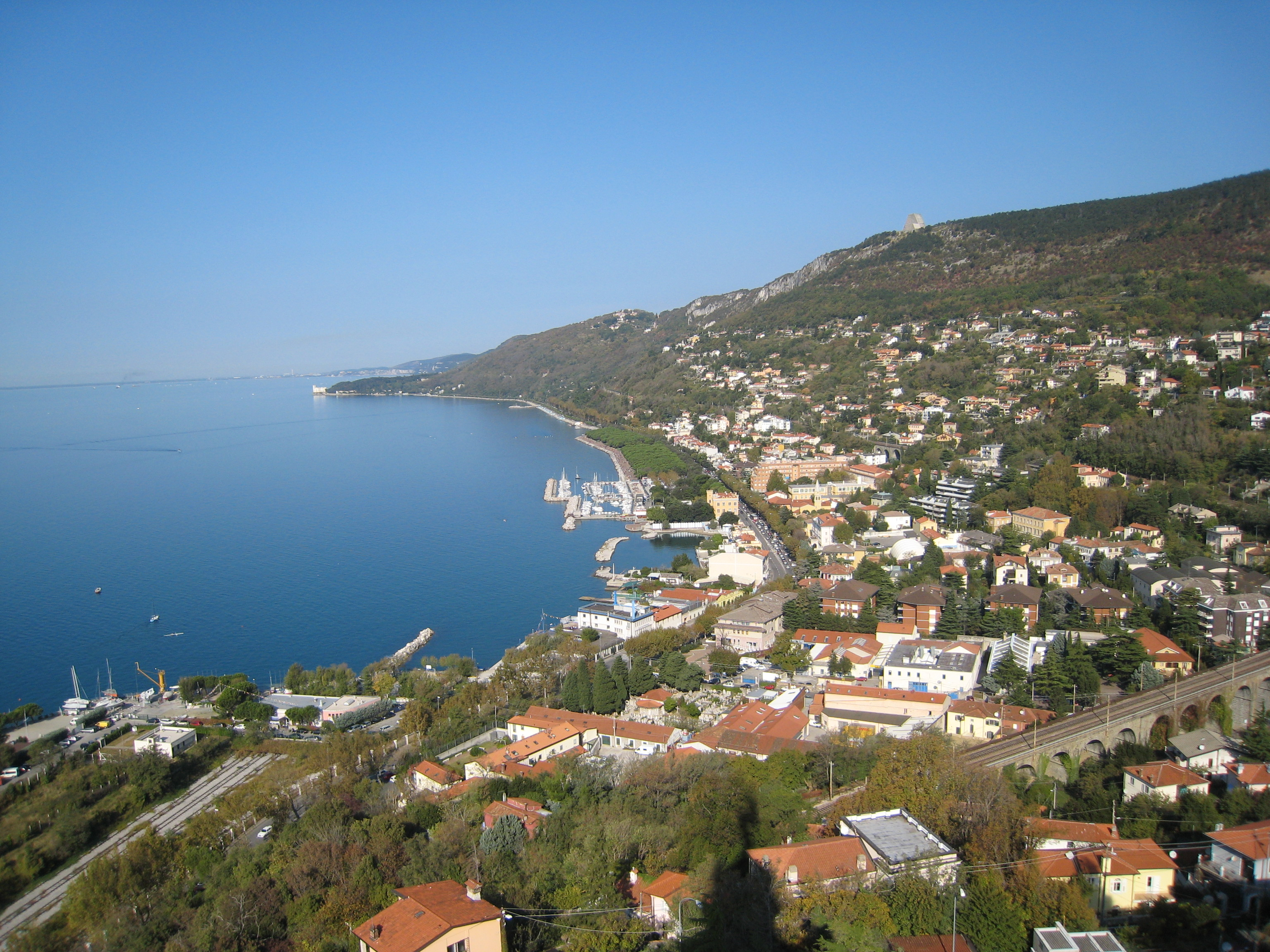
Barcola, amb la Vil·la Marítima i el Castell de Miramar al fons

Hi havia una vil·la marítima important a Barcola, prop de Trieste, situada directament en la costa. Estava dividida en terrasses, amb un edifici principal en el qual es mostrava el luxe i el poder, una sala d'estar separada, un jardí, algunes instal·lacions obertes al mar i un bany termal. No gaire lluny d'aquest lloc reservat a la noblesa, que ja era popular entre els romans pel seu favorable microclima, es va construir al segle xix una de les més importants viles marítimes del seu temps, el Castell de Miramar.
Els romans rics també escapaven de la calor de l'estiu en les seves residències dels pujols propers a Roma, especialment al voltant de Tibur (Tívoli i Frascati), conservant-se un notable exemple, la Vil·la Adriana. Ciceró suposadament posseïa no menys de set viles, la més antiga de les quals estava prop de Arpinum, que va heretar. Plini el Jove tenia tres o quatre, de les quals l'exemple més conegut per les seves descripcions es trobava prop de Laurentium.
Els escriptors romans es refereixen amb satisfacció a l'autosuficiència de les seves viles de "latifundi", on bevien el seu propi vi i oli d'oliva, en un estès costum entre els aristòcrates urbans, que jugaven a ser virtuosos agricultors. S'ha assenyalat que la independència econòmica de les vil·les rurals posteriors va ser un símptoma de la creixent fragmentació econòmica de l'imperi romà.

### A la Britànnia romana

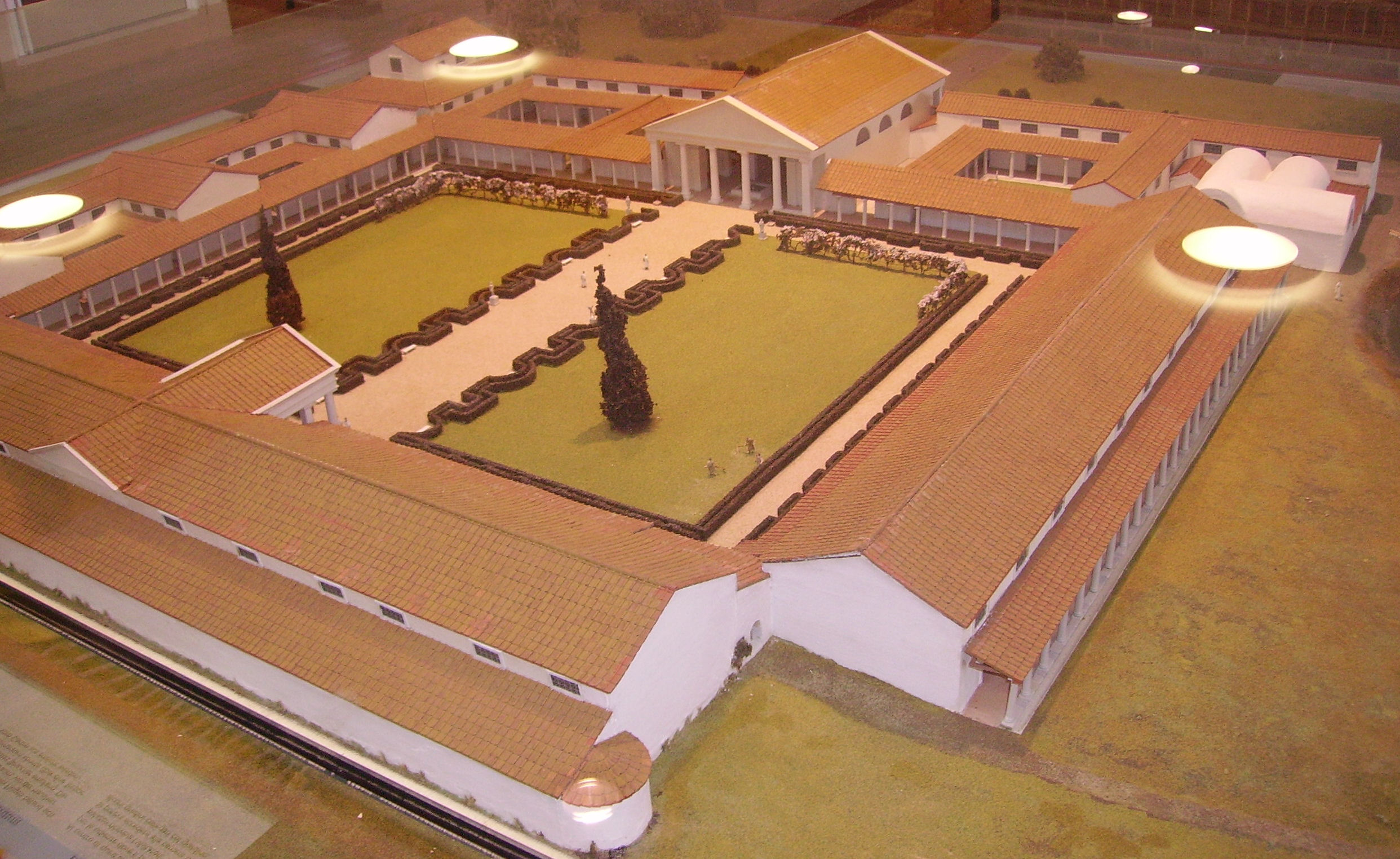
Model del Palau romà de Fishbourne, una gran vil·la propietat d'un governant

Els arqueòlegs han examinat meticulosament nombroses vil·les romanes a Anglaterra. Igual que les construccions italianes homòlogues, eren nuclis agrícoles dedicats al cultiu de cereals, del vinyer i de productes hortícoles. En ocasions, comptaven amb pedrers de les quals s'extreia pedra o de forns on es fabricaven rajoles o maons, distribuïts al voltant d'un edifici senyorial que disposava de banys i jardins. La gran vil·la de Woodchester va conservar els seus sòls de mosaic quan es va construir al damunt (no per casualitat) una església parroquial durant el període anglosaxó. Les sepultures que es preparaven per als enterraments en el cementiri fins al segle xviii havien de perforar sòls de mosaic intactes. L'encara més palatina vil·la rústica de Fishbourne, prop de Winchester, es va construir  com un gran rectangle obert, amb pòrtics envoltant jardins als quals s'accedia a través d'un pòrtic. Cap a final del segle iii, les ciutats romanes a Britànnia van deixar d'expandir-se, i l'igual que en altres parts de l'imperi, els romans de Britànnia es van retirar de les ciutats a les seves vil·les, que van entrar en una edat d'or caracteritzada per una construcció en estil palatí.
Dos tipus de disposicions de les viles en la Bretanya romana poden ser representatius de les viles romanes en general. L'organització més habitual comprenia dues ales amb habitacions connectades per un pòrtic d'enllaç, que podia estendre's en angle recte, fins i tot per tancar un cour (un pati central). L'altre tipus presentava una sala central amb passadissos com una basílica, el que suggereix el paper del propietari de la vila com a magistrat. Els edificis de les viles eren sovint estructures independents unides per patis tancats. La construcció habitual constava de entramats de fusta (acuradament enllaçats amb unions de caixa i metxa i clavilles), col·locats sobre bases de pedra. La construcció d'edificis de cadirat de pedra es reservava para les sales cerimonials més importants. S'han trobat restes de finestres de vidre, així com també de finestres proveïdes de reixes de ferro.

### Viles monacals de l'Antiguitat tardana
Amb el declivi i col·lapse de l'Imperi Romà d'Occident als segles iv i v, les vil·les van quedar cada vegada més aïllades i van arribar a estar protegides per murs. A Anglaterra, les vil·les van ser abandonades, saquejades, i cremades pels invasors anglosaxons al segle v, però el concepte d'una comunitat de treball agrària aïllada i autosuficient, allotjada en un nucli compacte, va sobreviure en la formació de les vil·les, amb els seus habitants (especialment si estaven formalment vinculats a la terra) coneguts com a "vilans".
A tot Europa, terratinents de la noblesa van donar a alguns monjos grans vil·les rurals i cases abandonades, que amb el pas del temps van arribar a convertir-se en els nuclis d'una sèrie de monestirs. D'aquesta manera, l'antic sistema de vil·les de l'Antiguitat tardana va sobreviure fins al període de l'alta Edat Mitjana a través dels monestirs, que van resistir a Itàlia els efectes de la guerra gòtica. Aproximadament l'any 529, Benet de Núrsia va establir el seu influent monestir de Monte Cassino, inspirat en les ruïnes d'una antiga vil·la romana de Subiaco que havia pertangut a l'emperador Neró.
Des del segle vi al viii, els reis de la dinastia merovíngia van donar repetidament antigues vil·les per fundar monestirs sota el patrocini de la monarquia. Saint-Maur-des-Fossés i l'abadia de Fleury, localitzades a França, són dos bons exemples. A Alemanya es pot citar Echternach, on el bisbe Willibrord va establir una abadia en una vil·la romana situada prop de Trèveris a instàncies d'Irmina, filla del rei dels francs Dagobert II. Kintzheim era Villa Regis, la "vil·la del rei". Al voltant de 590, el bisbe Eloi de Noyon, va fundar un cenobi en la 'vil·la' galorromana de Chaptelat, prop de Llemotges (Aquitània, França). L'abadia d'Stavelot es va fundar cap al 650 en el domini d'una antiga vil·la situada prop de Lieja, i l'abadia de Vézelay va tenir un origen similar.

## Edat mitjana
A l'edat mitjana, les "vil·les" van passar a ser petits centres agrícoles i ramaders autosuficients, generalment emmurallats. Eren econòmicament tan autosuficient com els poblats i els seus habitants, que podien estar legalment vinculats al lloc per una relació de servitud, eren coneguts com a vilans. El poble franc va heretar el terme, perpetuat en el període carolingi, però la denominació posterior en francès va passar a ser basti o bastide (vegeu Bastida (vilanova)).
Villa/Vila (o els seus afins com villar) és part de molts noms de llocs espanyols i portuguesos, com Vila Real o Villadiego: una Villa/Vila és una població a la qual s'ha atorgat una carta (o fur) de menor importància que una ciutat/cidade. Quan s'associa amb un nom propi a continuació, la paraula "vil·la" sol denominar una finca en el camp, en lloc d'una població. L'evolució posterior ha fet que la distinció hispànica entre vil·les i ciutats sigui purament honorífica. Per exemple, Madrid ostenta la denominació de Vil·la i Cort (en els seus orígens, una modesta població lligada ocasionalment a la llavors itinerant cort reial espanyola), mentre que la molt més petita Ciudad Real va gaudir des d'antiguitat la consideració de ciutat per part de la corona espanyola.

## Renaixement italià

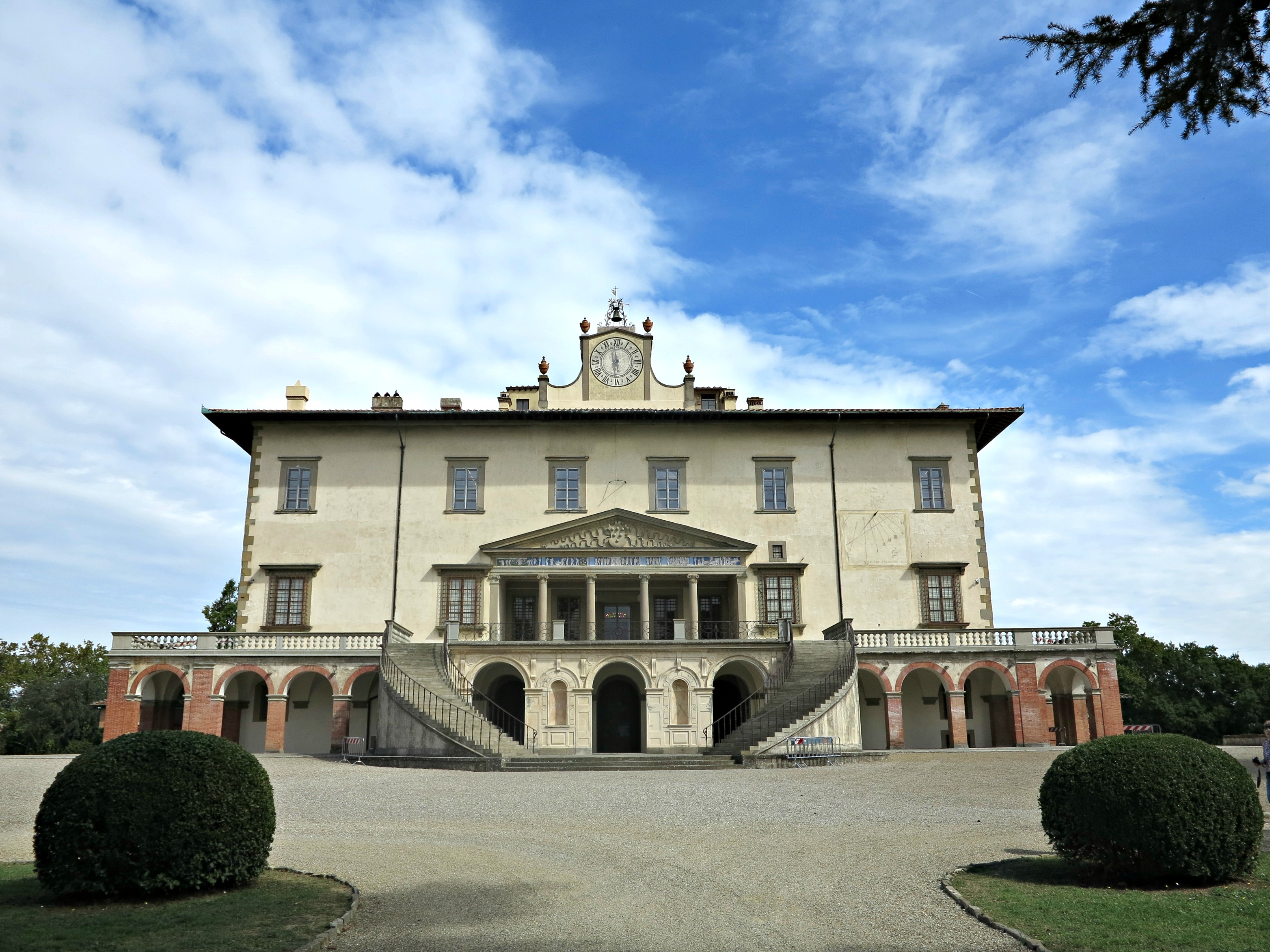
La Vil·la Mèdici, projectada per Giuliano da Sangallo (1470), localitzada a Poggio a Caiano, Toscana

### Toscana
A l'Itàlia dels segles xiv i xv, el terme villa servia una vegada més per referir-se a una casa de camp, com la primera de les vil·les dels Mèdici, la vil·la del Trebbio i la de Cafaggiolo, totes fortes cases fortificades construïdes al segle xiv en la regió de Mugello, prop de Florència. El 1450, Joan de Cosme de Mèdici va començar a construir en un vessant la vil·la Mèdici de Fiesole, Toscana, probablement la primera vil·la creada sota les instruccions de Leon Battista Alberti, que va formalitzar les seves teories sobre les característiques de la nova idea de vil·la en el seu llibre "De re aedificatoria".

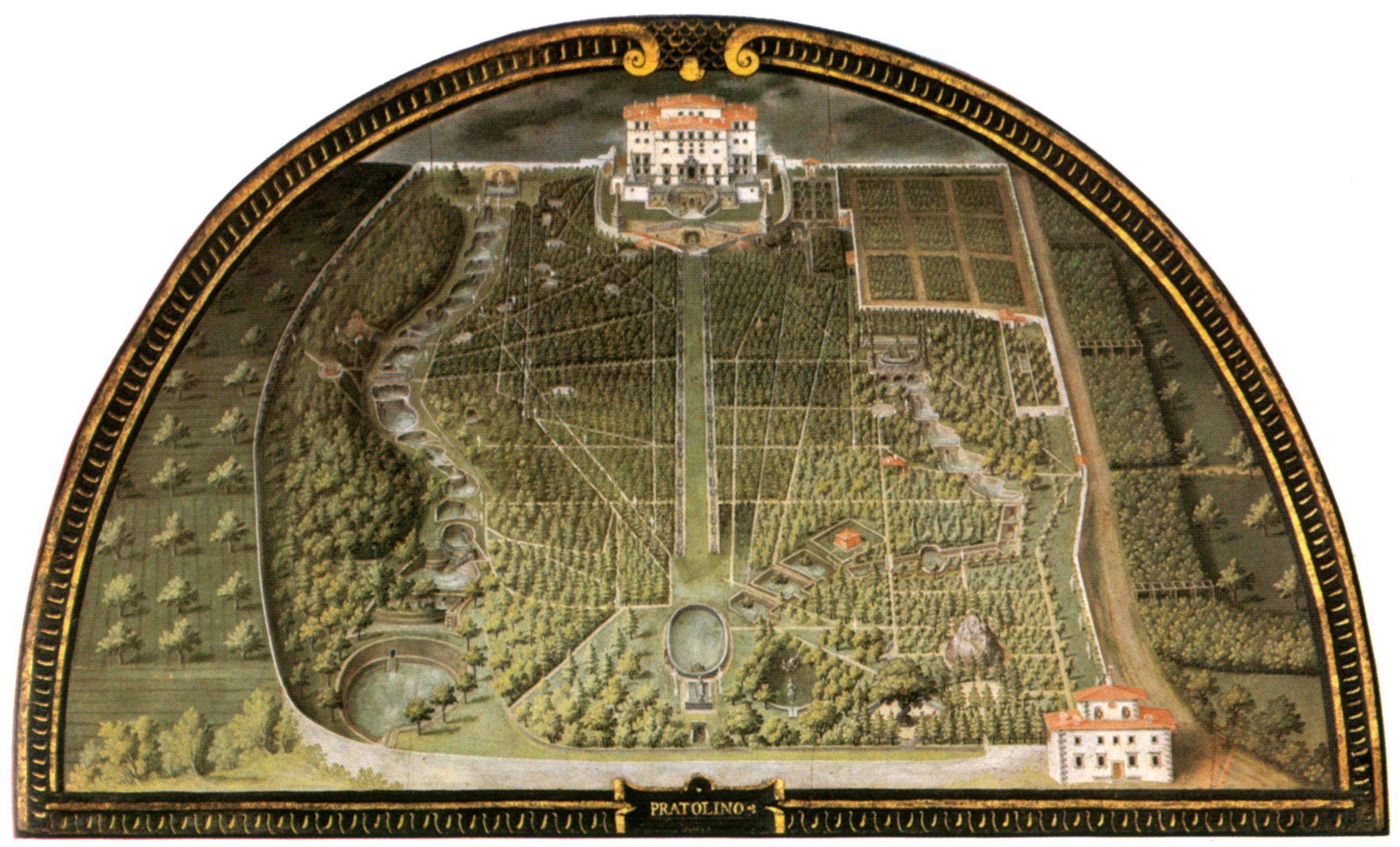
Vil·la de Pratolino amb la meitat inferior dels jardins, per Giusto Utens. Museu Topogràfic, Florència

Aquests primers exemples de vil·la renaixentista són anteriors a l'era de Llorenç el Magnífic, que el 1470 va iniciar la construcció de la Vil·la de Poggio a Caiano a la Província de Prato (Toscana), ideada per Giuliano da Sangallo.:90
Des de la Toscana, la idea de "vil·la" es va difondre novament a partir del renaixement italià a tot Europa.

#### Jardins de les vil·les toscanes
Els jardins de les viles del Quattrocento van ser tractats com un vincle fonamental i estètic entre un edifici residencial i l'exterior, amb vista a un paisatge agrícola humanitzat, en aquells dies l'aspecte més apreciat de la naturalesa. Les vil·les i jardins posteriors inclouen exemples com el Palau Pitti i els Jardins de Boboli a Florència, i la Vil·la de Pratolino a Vaglia (Itàlia).

### Roma
Roma disposava de nombroses vil·les amb fàcil accés a la petita ciutat del segle XVI: el prototip, la primera vil·la periurbana construïda des de l'Antiguitat, va ser el Belvedere o palazzetto, dissenyat per Antonio Pollaiuolo i construït sobre el vessant situat per sobre del Palau Apostòlic.

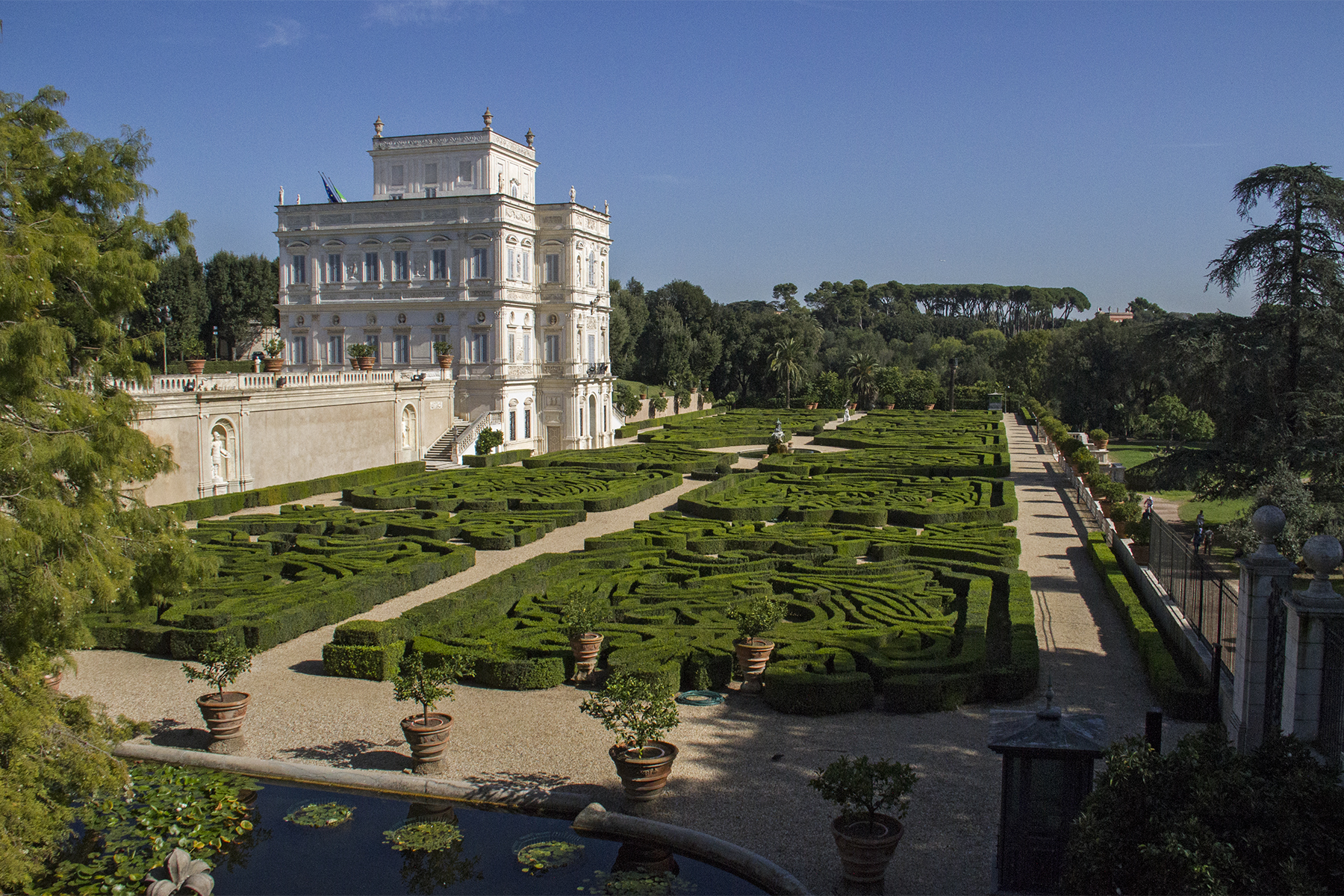
Vil·la Doria Pamphilj, Roma

La Vil·la Madama, el disseny de la qual, atribuït a Rafael i realitzat per Giulio Romano el 1520, es va convertir en una de les cases privades més influents mai construïdes; i diferents elements presos del seu disseny es van introduir sistemàticament en les vil·les del segle xix. Vil·la Albani es va construir prop de Porta Salaria. Altres exemples coneguts són la Vil·la Borghese; la Vil·la Doria Pamphilj (1650); o la Vil·la Julia, propietat de Juli III (1550) i dissenyada per Vignola. Les vil·les romanes Vil·la Ludovisi i Vil·la Montalto, van ser destruïdes a finals del segle xix arran de la bombolla immobiliària que va tenir lloc a la ciutat després que s'establís la seu del govern a Roma després de l'unificació d'Itàlia.
Els frescos pujols de Frascati van allotjar la Vil·la Aldobrandini (1592); la Vil·la Falconieri i la Vil·la Mondragone.:110 La Vil·la d'Este, prop de Tívoli, és famosa pels jocs d'aigua dels seus jardins disposats en terrasses. La Vil·la Mèdici estava situada als afores de Roma, en el Pincio, quan es va construir el 1540. A més d'aquestes cases dissenyades per al gaudi durant una temporada, generalment situades a poca distància d'una ciutat, altres vil·les italianes es van refer a partir d'una rocca o castell seu del poder d'una família, com la Vil·la Farnese,:195 origen de la casa de Farnese.
Prop de Siena, a Toscana, es va aixecar la Vil·la Cetinale, construïda pel cardenal Flavio Chigi. Va contractar el 1680 a Carlo Fontana, alumne de Gian Lorenzo Bernini, per transformar la vila i els espectaculars jardins a un estil barroc italià. El jardí de la Vil·la Lante, acabat al segle XVII és una de les més sublims creacions paisatgístiques d'Itàlia.

### Venècia

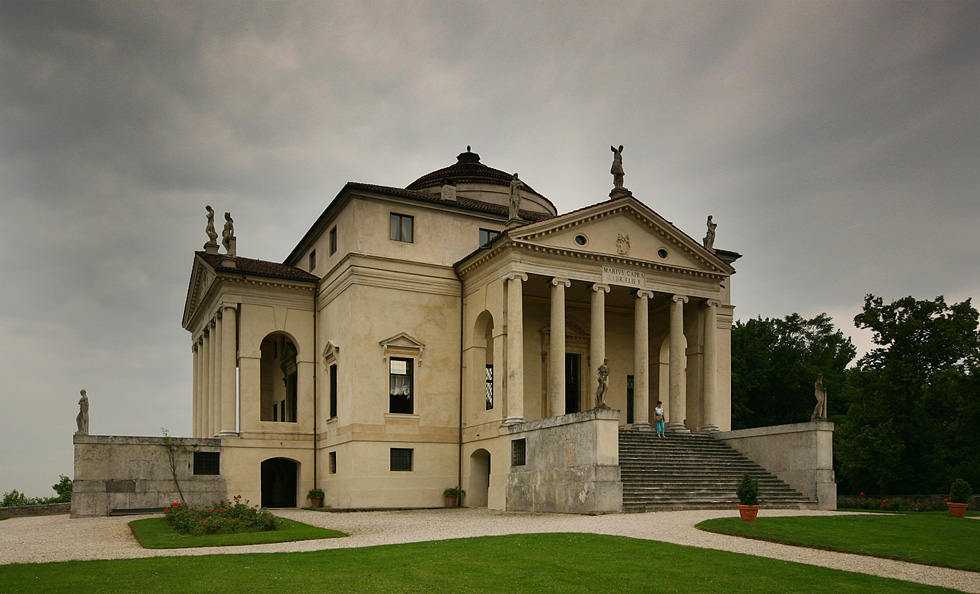
Vil·la Capra a Vicenza, un dels dissenys més influents de Palladio

A finals del segle xvi, al nord-est de la península itàlica, es va construir una sèrie de vil·les properes a Vicenza (a la República de Venècia), dissenyades per l'arquitecte Andrea Palladio (1508-1580), que sempre va concebre les seves cases amb múltiples referències al seu entorn. Sovint, va unificar tots els edificis propis de l'activitat d'una granja en l'arquitectura de les seves extenses vil·les.
Alguns exemples són Vil·la Emo, Vil·la Godi, Vil·la Forni Cerato, Vil·la Capra (també coneguda com a Vil·la Rotonda) i Vil·la Foscari.
Aquestes vil·les en l'actualitat s'han convertit en una atracció turística, i formen part d'una associació (Associazione Ville Venete), que ofereix la possibilitat de visitar-les.

## Vil·les en altres països

### Seglexvii
Poc després del seu Grand Tour de 1613-1615, l'arquitecte anglès Inigo Jones va dissenyar i va construir a Greenwich la Queen's House (Casa de la Reina) entre 1615-1617, en una adaptació primerenca de l'estil pal·ladià a un altre país.:170 Aquest estil va reviure en diferents països i èpoques, i va romandre influent durant més de quatre-cents anys, amb una notable presència a final del segle xvii i en el període de l'arquitectura neorenaixentista.

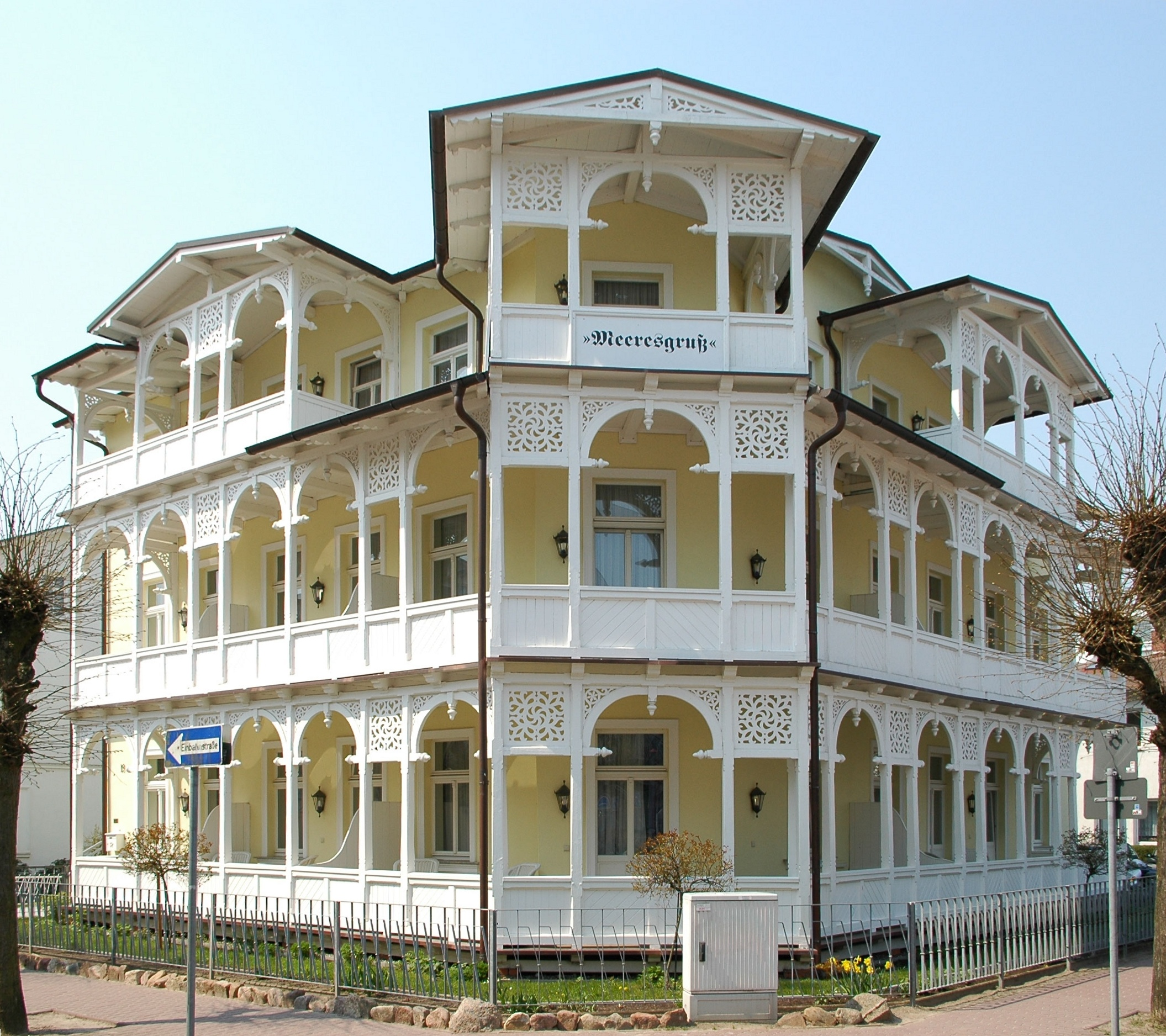
Vil·la "Salutació del mar" (Meeresgruss) a Binz, Rügen (Alemanya), una típica vil·la del d’estil estiuenc alemany

### Seglesxviiiixix

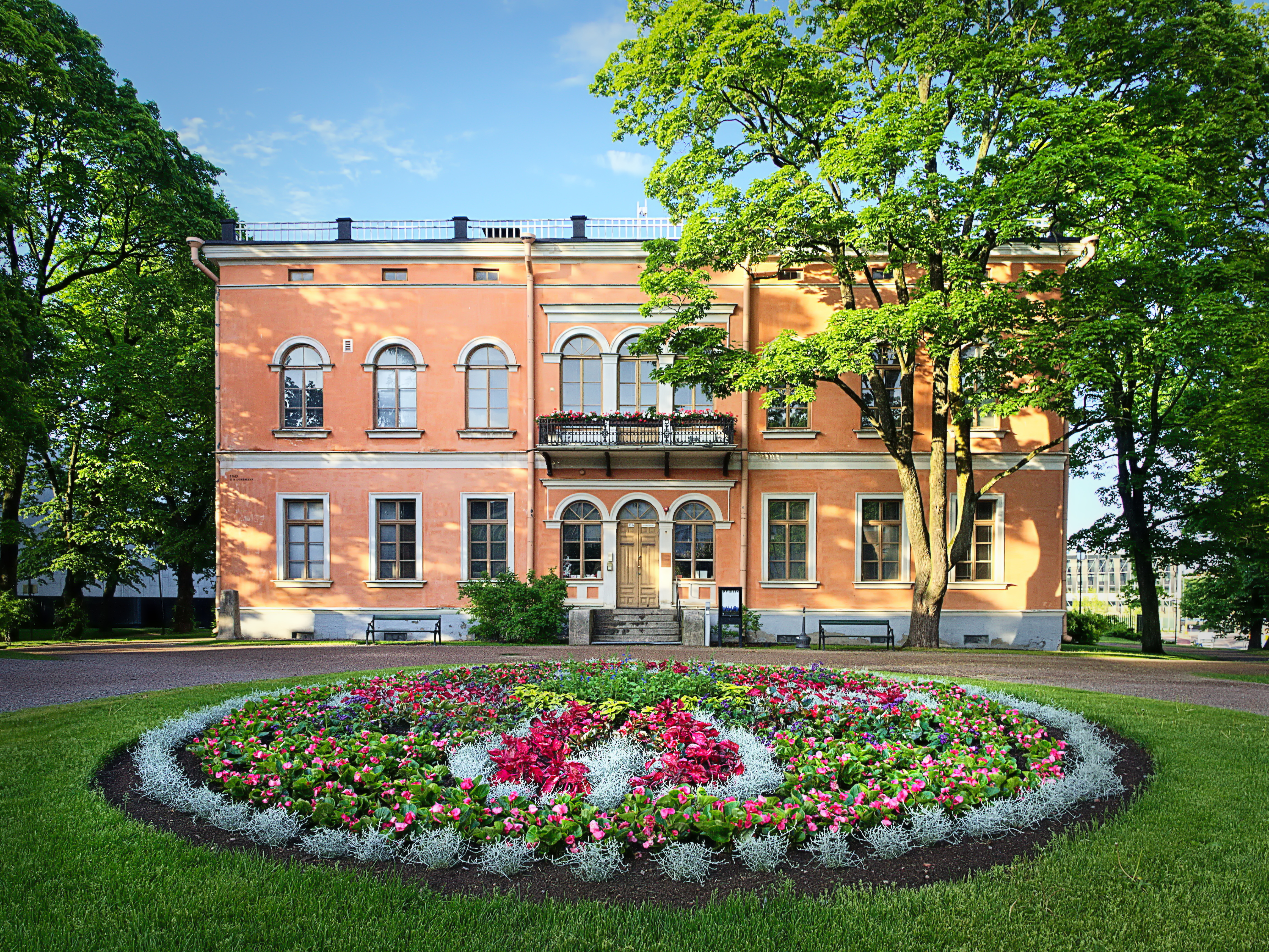
Vil·la Hakasalmi (construïda entre 1834 i 1846), va ser la llar d'Aurora Karamzin (1808-1902) a finals del, i ara és el museu de la ciutat de Hèlsinki, Finlàndia.

A principi del segle xviii, els anglesos van adoptar el terme villa i el van aplicar a les cases de camp integrades en un sol edifici, especialment aquelles accessibles des de Londres: Chiswick House és un exemple d'aquest tipus de "vil·la d'esbarjo". Gràcies al ressorgiment de l'interès en Palladio i en Inigo Jones, aviat les vil·les Neo-Pal·ladianes van esquitxar la vall de riu Tàmesi i el camp anglès. Marble Hill House a Anglaterra es va concebre originalment com una "vil·la" en el sentit del segle xviii.
En molts sentits, la mansió de finals del segle xviii propietat de Thomas Jefferson situada a Monticello (Virgínia), és una vila pal·ladiana.:220 Altres exemples del període i estil són la Hammond-Harwood House a Annapolis, nombroses plantacions anteriors a la guerra de Secessió nord-americana com la Westover Plantation, moltes altres hisendes situades a la riba del riu James, i dotzenes de cases de camp en la resta de Vell Sud. En aquestes explotacions agrícoles es va desenvolupar una organització social i del treball molt similar a la de les viles latifundistes de l'imperi romà. Un renaixement posterior, en la Gilded Age i principis del segle xx, va produir The Breakers a Newport (Rhode Island), el Jardins Filoli a Woodside (Califòrnia) i Dumbarton Oaks a Georgetown (Washington DC); obra d'arquitectes-paisatgistes com Richard Hunt, Willis Polk i Beatrix Farrand.
Al segle xix, el terme villa es va ampliar en la llengua anglesa per descriure qualsevol casa gran situada prop d'una ciutat que fos independent i disposés d'una parcel·la de terreny condicionada paisatgísticament. Al moment en què es van erigir les "vil·les adossades" a principis del segle xx, el terme va acabar perdent el seu sentit inicial a causa d'un ús excessiu i massa generalitzat.

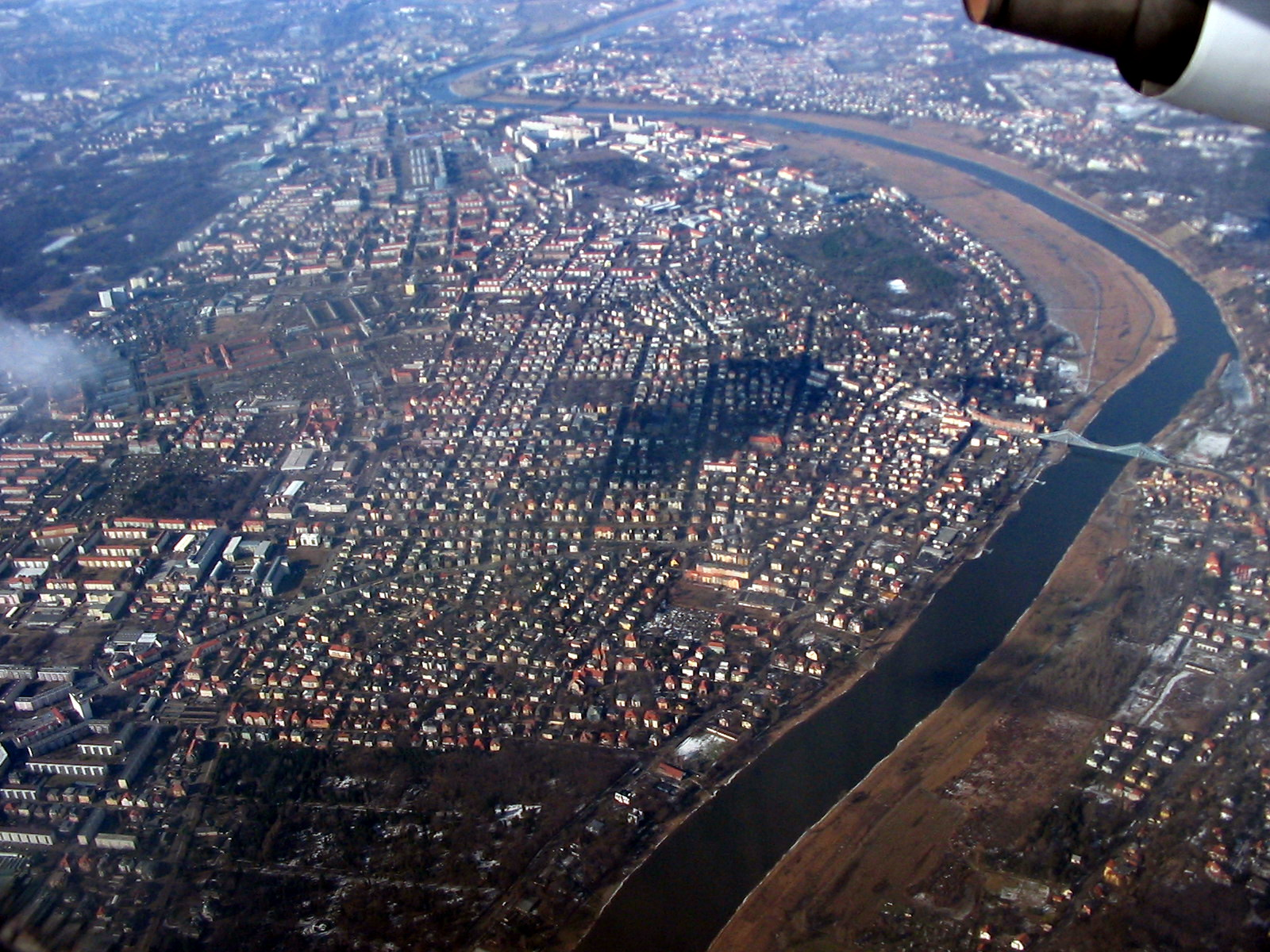
Vista aèria de les extenses "colònies de vil·les" (Villenkolonien) de Dresden, Alemanya: els barris de Gründerzeit de Blasewitz (inclosos Tolkewitz i Striesen), Gruna i Johannstadt

La segona meitat del segle xix va veure la creació de grans Villenkolonien als països de parla alemanya, una sèrie d'àrees residencials riques que estaven completament compostes per grans mansions, i sovint, construïdes segons un pla mestre enginyosament creat. També es van construir moltes grans mansions per als rics industrials alemanys, com Vil·la Hügel a Essen. La Villenkolonie de Lichterfelde a Berlín es va idear d'acord amb alguns models existents al sud d'Anglaterra.
Les mansions representatives d'estil historicista a Alemanya inclouen Heiligendamm i altres cases d’estil estiuenc situades al costat del mar Bàltic, l'illa de les Roses i Königshaus am Schachen en els Alps bavaresos. Altres exemples remarcables són la Vil·la Dessauer a Bamberg; Vil·la Wahnfried a Bayreuth; Drachenburg i Vil·la Hammerschmidt a Bonn; Vil·la Liebermann i la Casa Britz a Berlín; Albrechtsberg, Vil·la Stockhausen i Vil·la Sant Remo a Dresden; Vil·la Waldberta a Feldafing; Vil·la Kennedy a Frankfurt; la Casa Jenisch i el Hochschule für Musik und Theater d'Hamburg a Hamburg; Vil·la Andreae i la Vil·la Rothschild a Königstein; Vil·la Stuck i el Palau Pacelli de Múnic; la Casa Klink al llac Müritz; Vil·la Ludwigshöhe a Renània-Palatinat; Vil·la Haux a Stuttgart; i la Casa Weinberg a Waren.
A França, el Castell de Ferrières és un exemple d'una vil·la d'estil italià neorenaixentista, i a Gran Bretanya es poden citar les Torres Mentmore de John Ruskin. Un edifici representatiu d'aquest estil a Alemanya és la Vil·la Haas (dissenyada per Ludwig Hofmann) a Hessen.

### Seglesxx - xxi

#### Europa

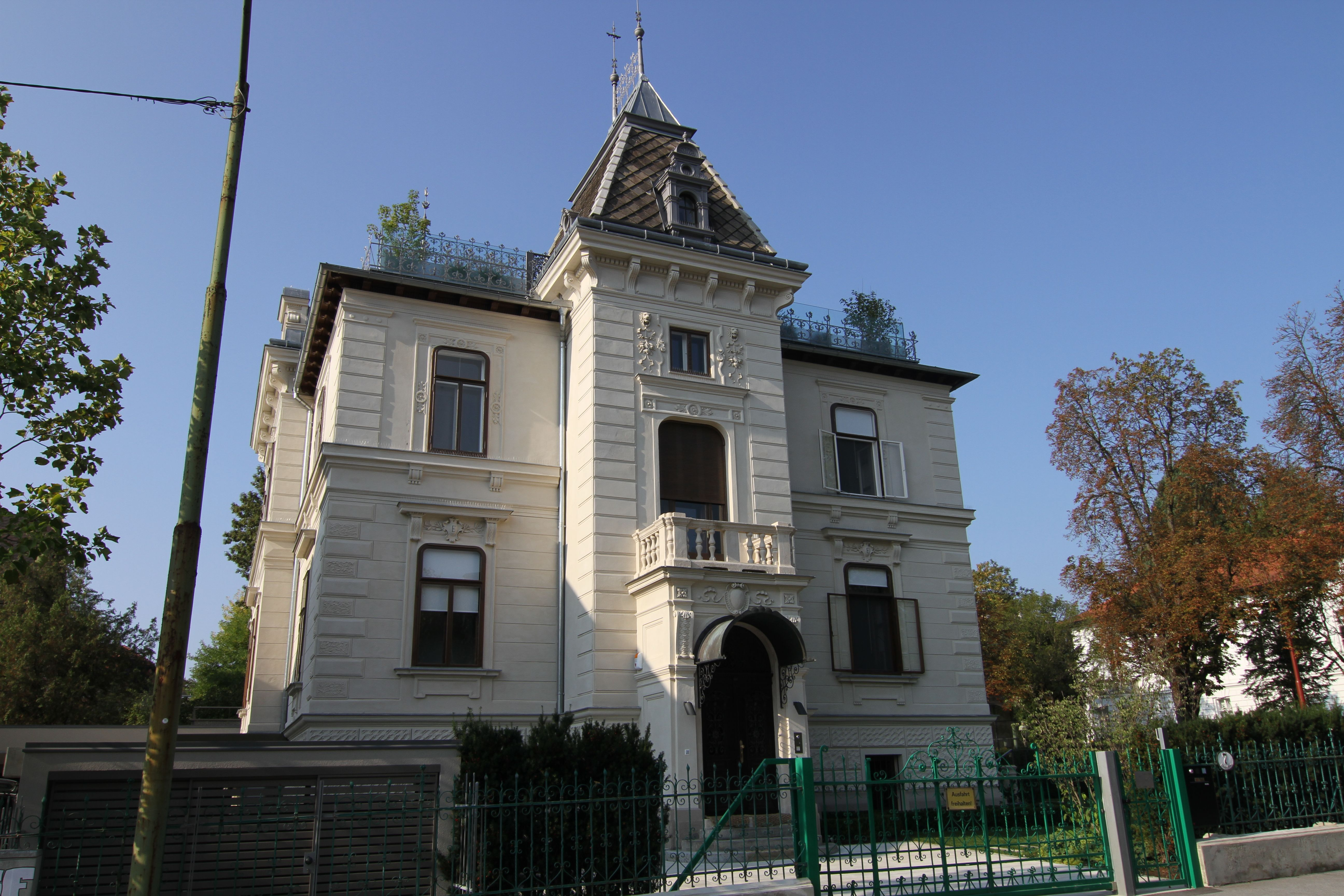
Vil·la típica de Graz, Àustria

Durant els segles xix i xx, el terme "vil·la" es va generalitzar a Europa per denominar les mansions independents. Formes especials són, per exemple, les vil·les spa (Kurvillen  en alemany) i les vil·les marítimes (Bädervillen en alemany), que es van fer especialment populars a finals del segle xix. La tradició establerta en aquells dies va continuar al segle xx i fins i tot s'ha mantingut fins a l'actualitat.
Una altra tendència va ser la construcció de mansions bastant minimalistes a l'estil de l'Escola de la Bauhaus des de la dècada de 1920, que també continua fins a l'actualitat.
A Dinamarca, Noruega i Suècia, "vil·la" denota la majoria de les formes d'habitatge unifamiliar, independentment de la grandària o altres característiques.

#### Amèrica
El concepte de vil·la perviu en les hisendes d'Amèrica Llatina i en les estàncies de Brasil i Argentina. Els exemples més antics són construccions originals portugueses i espanyoles. Després de la independència d'Espanya i Portugal, es va imposar l'estil neocolonial espanyol amb variacions regionals. Al segle xx, Roberto Burle Marx, Oscar Niemeyer, Luis Barragán i altres arquitectes van dissenyar vil·les d'estil internacional, en les quals van desenvolupar una singular estètica sintetitzada eurollatina.
Les vil·les estan particularment ben representades a Califòrnia i en la costa oest dels Estats Units, on originalment van ser encarregades per clients de "classe alta" que viatjaven molt, i que coneixien de primera mà l'estil reina Ana, l'arquitectura victoriana i l'estil Beaux Arts. Comunitats com Montecito, Pasadena, Bel Air, Beverly Hills i San Marino al sud de Califòrnia; i Atherton i Piedmont a l'Àrea de la Badia de San Francisco, són alguns exemples de llocs on es localitzen nombroses vil·les.
La popularitat de l'arquitectura neomediterrània en les seves diverses onades durant l'últim segle, s'ha utilitzat constantment tant en aquesta regió com a Florida. Alguns dels primers arquitectes notables d'aquest corrent van ser Wallace Neff, Addison Mizner, Stanford White i George Washington Smith. Entre els exemples més notables figuren el Harold Lloyd Estate a Beverly Hills; l'escala Mèdici del Castell Hearst a la Costa Central de Califòrnia; Vil·la Montalvo Arboretum a les Muntanyes de Santa Cruz de Saratoga (Califòrnia); i Vil·la Vizcaya a Coconut Grove (Miami). Entre les cases d'estil American Craftsman, es poden citar la Gamble House i les vil·les de Greene and Greene a Pasadena (Califòrnia).

#### Vil·les modernes

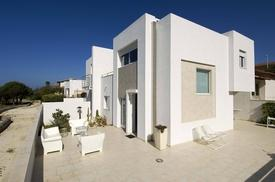
Exemple de vil·la d'arquitectura moderna a Sicília, Itàlia

La Vil·la Getty, una adaptació de la Vil·la dels Papirs, a Pacific Palisades

L'arquitectura moderna ha produït alguns exemples importants d'edificis coneguts com a vil·les:
- Vil·la Noailles de Robert Mallet-Stevens a Hyères, França
- Vil·la Savoye de Le Corbusier a Poissy, França
- Vil·la Mairea d'Alvar Aalto a Noormarkku, Finlàndia
- Vil·la Tugendhat de Ludwig Mies van der Rohe a Brno, República Txeca
- Vil·la Lewaro de Vertner Tandy a Irvington (Nova York)

Exemples de vil·les de campestres:
- Hollyhock House (1919) de Frank Lloyd Wright a Hollywood
- Gropius House de Walter Gropius (1937) a Lincoln (Massachusetts)
- Casa de la Cascada de Frank Lloyd Wright (1939) a Pennsilvània, EUA
- Casa Farnsworth de Ludwig Mies van der Rohe a Plano (Illinois)
- Kaufmann Desert House de Richard Neutra (1946) a Palm Springs
- Auldbrass Plantation de Frank Lloyd Wright (1940-1951) al Comtat de Beaufort (Carolina del Sud)
- Palau de l'Alvorada d'Oscar Niemeyer (1958) a Brasilia, Brasil
- Vil·la Getty, en Pacific Palisades.

#### Altres
Avui dia, el terme "vil·la" s'aplica sovint a les propietats que es lloguen durant les vacances. Al Regne Unit, el terme s'utilitza per a habitatges unifamiliars d'alta qualitat en destinacions càlides, particularment Florida i el Mediterrani. El terme també s'usa a Pakistan i en algunes de les illes del Carib com Jamaica, Saint-Barthélemy, Sant Martí, Guadalupe, Illes Verges Britàniques i d'altres. És similar per a les àrees turístiques costaneres de la Baixa Califòrnia Sud i la part continental de Mèxic, i per a l'allotjament en "bungalows de luxe" situats a megaresorts de diversos llocs del món.
A Indonèsia, la paraula designa a les cases de camp colonials holandeses ("landhuis"). Avui en dia, el terme s'aplica més popularment al lloguer estiuenc generalment situat en àrees rurals.
A Austràlia, "vil·les" o "unitats de vil·la" són termes que s'utilitzen per descriure un tipus de complex (petit hôtel) que conté cases adossades o independents més petites de fins a 3 o 4 dormitoris que es van construir des de principis de la dècada de 1980.
A Nova Zelanda, el terme s'usa comunament per descriure una casa de fusta d'estil victorià caracteritzada per sostres alts (sovint 3,7 m) i un llarg vestíbul d'entrada.
A Cambodja, el terme s'usa com un préstec en l'idioma local Khmer, i generalment serveix per descriure qualsevol tipus de casa unifamiliar que tingui espai al pati. El terme no s'aplica a cap estil o grandària arquitectònica en particular, les úniques característiques que distingeixen a una vil·la Khmer d'un altre edifici són l'espai del pati i ser completament independent. Els termes "vil·la bessona" i "mini vil·la" s'han encunyat amb el significat de versions adossades i més petites, respectivament. Generalment, són cases més luxoses i espaioses que les cases adossades més comunes. L'espai del pati també presentaria típicament algun tipus de jardí, arbres o vegetació. Generalment, aquestes serien propietats a les principals ciutats, on hi ha més riquesa i, per tant, cases més luxoses.